# Santi Quaranta Martiri Pisani
Die Santi Quaranta Martiri Pisani (Heilige vierzig Märtyrer von Pisa) ist eine Kirche des Barock in Palermo.

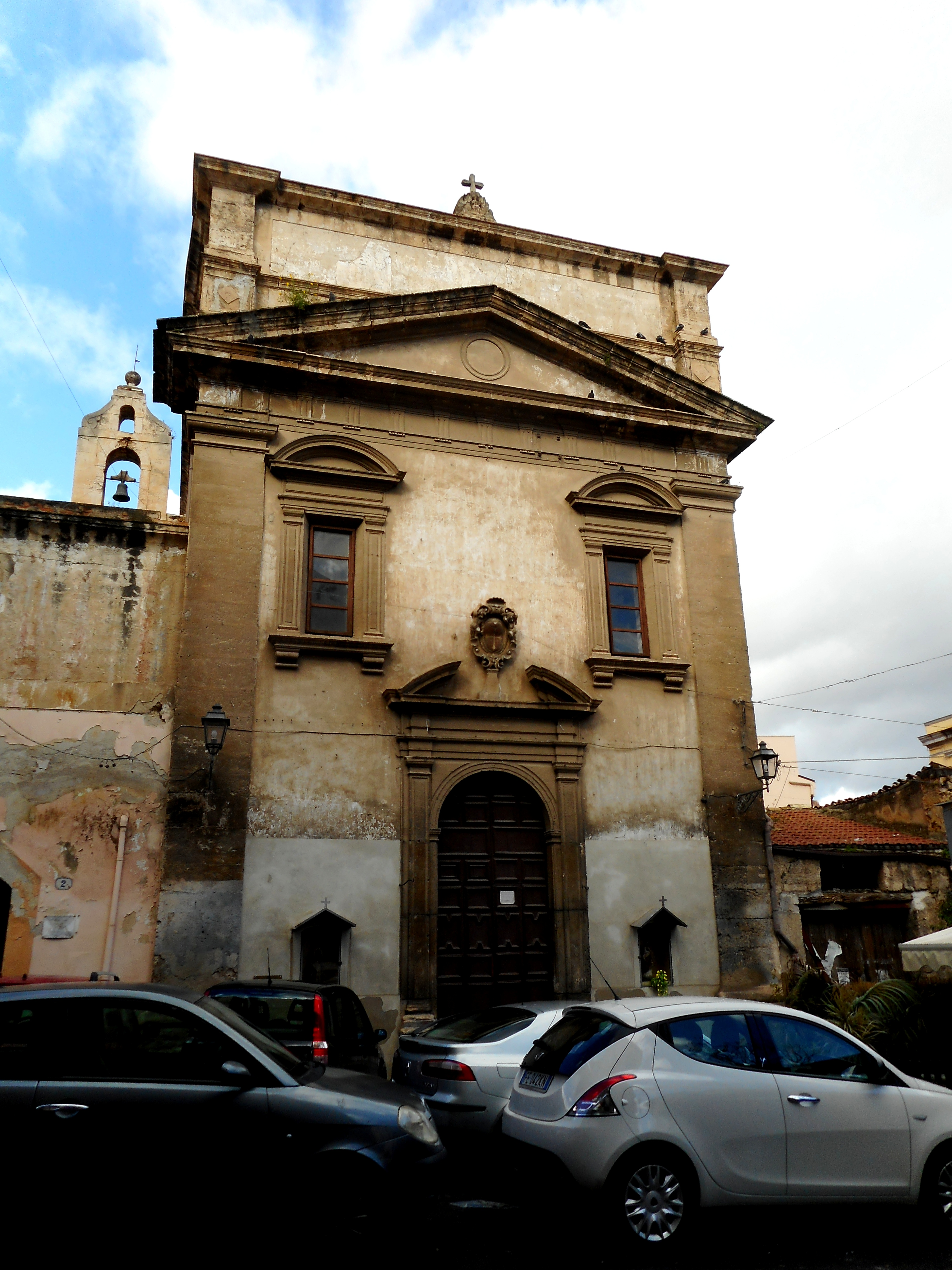
Fassade

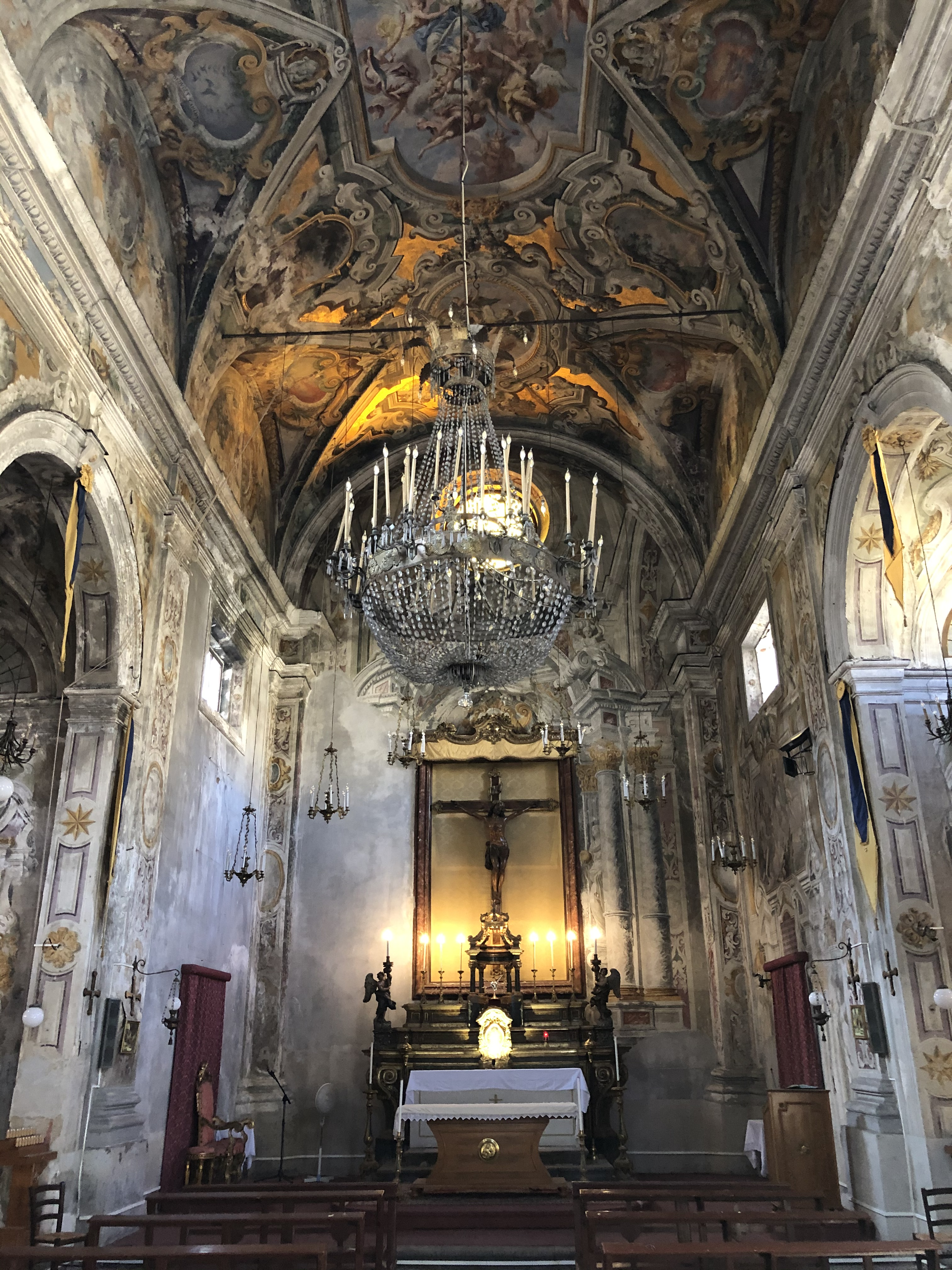
Innenraum

Erbaut wurde die an der Piazza Santi Quaranta Martiri gelegene Kirche 1605 von pisanischen Familien, die seit dem 16. Jahrhundert in Palermo ansässig waren.
Der Bau wurde mit einem Atrium und Hof versehen.
Die schlichte Fassade wird an den Seiten von durchgängigen Pilastern flankiert, die einen Dreiecksgiebel tragen.
Oberhalb des Portals weist der gesprengte Segmentgiebel auf eine Kartusche mit dem Wappen von Pisa, einem Kreuz mit lanzettförmigen Spitzen.
Im Innern wurde die Kirche 1725 aufwändig mit Stuck und von Guglielmo Borremans vollständig mit Fresken dekoriert.